# خان القصابية
أحد خانات حلب في سوريا، وبناه نائب أمير قلعة حلب الأمير (ايدك)، يقع في محلة جب أسد الله سوق القصابية ، وهو جزء من مجموعة أسواق مدينة حلب المسقوفة .